# بيلي أندرادي
بيلي أندرادي (بالإنجليزية: Billy Andrade)‏ هو لاعب غولف أمريكي، ولد في 25 يناير 1964 في بريستول في الولايات المتحدة.

## وصلات خارجية
- بيلي أندرادي على موقع رابطة لاعبي الغولف المحترفين (الإنجليزية)
- بيلي أندرادي على موقع رابطة اليابان للاعبي الغولف المحترفين (الإنجليزية)
- بيلي أندرادي على موقع التصنيف العالمي الرسمي للغولف (الإنجليزية)